# Родальега, Уго
У́го Родалье́га Марти́нес (исп. Hugo Rodallega Martínez; 25 июля 1985, Эл- Кармело, Колумбия) — колумбийский футболист, нападающий колумбийского клуба «Санта-Фе».

## Клубная карьера

### Ранняя карьера
Уго Родальега начинал карьеру футболиста в клубе «Бока Хуниорс Кали», прежде чем подписать первый профессиональный контракт с «Депортес Киндио» в 2004 году. Первый гол на высшем уровне Родальега забил 11 апреля 2004 года в ворота «Депортиво Кали». За первый сезон в высшей лиге Уго забил 13 мячей, заработав приглашение в молодежную Сборную Колумбии на Чемпионат Южной Америки по футболу среди молодёжных команд. В середине 2005 года футболист перешел в «Депортиво Кали», где завоевал свои первые награды на клубном уровне.
Родальега привлек внимание иностранных клубов и в 2006 году перебрался в клуб Мексиканской лиги «Монтеррей». Однако, в скором времени, был отдан в аренду в «Атлас». После возвращения из аренды, Родальега был включен в трансферный список и, вскоре, подписал контракт с клубом «Некакса». Пребывание в новом клубе стало более успешным. Футболисту удалось забить 16 мячей за первый сезон в команде.

### «Уиган»
20 декабря 2008 года, «Некакса» подтвердила, что начала переговоры с английским «Уиганом» о продаже нападающего Родальеги. 6 января тогдашний менеджер «Уигана» Стив Брюс заявил, что клуб близок к подписанию колумбийского нападающего, и всё что осталось — это разрешение на работу в Англии самого футболиста.
Трансфер игрока был подтверждён 28 января, за 5 минут до «дэдлайна» заявок матча с «Ливерпулем». Нападающего успели заявить и он дебютировал, выйдя на замену на 77-й минуте встречи с «Ливерпулем» 28 января 2009 года. В своём первом чемпионате, Родальега отличился 3 раза, поразив ворота ВБА, МЮ и «Портсмута».
В следующем сезоне Уго стал забивать регулярно и завершил сезон лучшим бомбардиром команды, забив 10 мячей, несмотря на то, что большую часть сезона играл на фланге.
12 июля 2012 года Родальега подписал трёхлетний контракт с «Фулхэмом».

## Достижения
- «Депортиво Кали»: Чемпион Колумбии 2005-II